# 위드레시

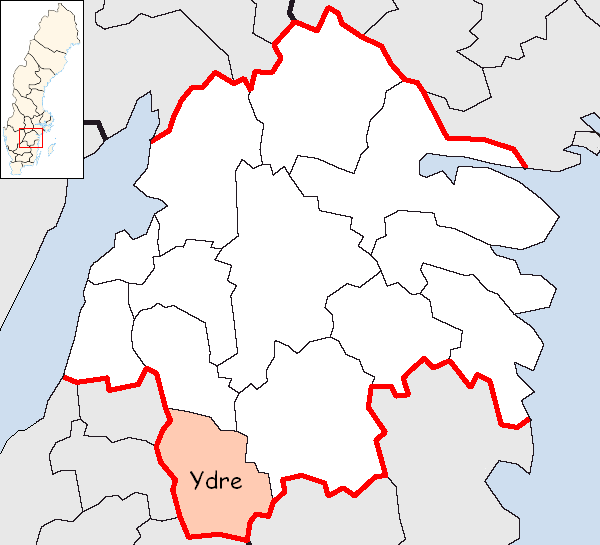
위드레 시의 위치

위드레시(스웨덴어: Ydre kommun)는 스웨덴 외스테르예틀란드주에 위치한 지방 자치체로 행정 중심지는 외스테르뷔모이며 면적은 778.62km2, 인구는 3,675명(2016년 12월 31일 기준), 인구 밀도는 4.7명/km2이다.

시 문장